# Міністерство культури та спорту Ізраїлю
Міністерство культури та спорту Ізраїлю (івр. משרד התרבות והספורט) — урядова установа Ізраїлю, яка контролює культуру і спорт в Ізраїлі.

## Історія
Культура і спорт багато років були частиною інших міністерських портфелів Ізраїлю; між 1949 і 1999 роками, і знову з 2003 по 2006 роки, культура була частиною міністерства освіти Ізраїлю. Подібним чином, спорт був частиною міністерства освіти між 1994 і 1999 роками, та 2003 і 2006 роками. Культура, і спорт були об’єднані з міністерством науки і технологій між 2006 і 2009 роками, перш ніж вони були розділені на окрему посаду після формування нового уряду в березні 2009 року.